# Sophie Thibault
Pour les articles homonymes, voir Thibault.
Sophie Thibault, (née le 2 mai 1961) est journaliste et chef d'antenne à la télévision québécoise travaillant pour TVA. Elle a animé le TVA Nouvelles de 17 h et 18h du lundi au vendredi, ainsi que l'édition de 21 h sur LCN, de 2002 à 2022. En juin 2022, elle a été nommée cheffe d'antenne au TVA Nouvelles de 17 h, pour succéder à Pierre Bruneau. Passionnée de photographie depuis 2012, elle se spécialise dans la photo animalière, d'oiseaux et de paysages. On retrouve ses œuvres à la Galerie Québec Art et à la Galerie Iris de Baie St-Paul.  

## Parcours
Sophie Thibault obtient son diplôme d'études secondaires à l'école Paul-Gérin-Lajoie-d'Outremont en 1975. En 1987, elle obtient un baccalauréat en psychologie à l'Université de Montréal. Un an plus tard, elle suit une formation en journalisme à l'école Promédia et complète un certificat en Information et journalisme à la Faculté de l'éducation permanente de l'Université de Montréal. Elle devient animatrice de radio à CINQ-FM et CHAI-FM (en), où elle est nommée directrice de la programmation. Elle collabore aussi avec les magazines Protégez-vous, Clin d'œil et La Vie en rose.
Sophie Thibault fait ses débuts à TVA comme reporter en 1988. Elle se spécialise en santé et affaires sociales. À l'été 1990, elle couvre la crise d'Oka. Plus tard, elle fait quelques apparitions comme chef d'antenne à l'émission Salut, Bonjour !. Elle collabore également à l'émission Le Match de la vie, animée par son collègue Claude Charron.
En 2002, à la suite du départ de Simon Durivage, elle devient la première femme en Amérique du Nord à être nommée chef d'antenne en solo d'un grand bulletin de fin de soirée, Le TVA 22 heures, où elle rejoint un auditoire moyen de 650 000 personnes. À la suite de cette nomination, Sophie Thibault fait l'objet d'une thèse aux États-Unis : La Perspective féminine dans les téléjournaux.
En février 2009, Sophie Thibault publie comme coauteure son premier roman Telle mère, quelle fille?, un récit à deux voix qui relate sa relation avec sa mère, qui souffre de sclérose en plaques, décédée quelques mois plus tôt d'une pneumonie. Un premier livre, qui devient vite best-seller et reçoit un bel accueil de la critique. Elle récidive, à titre de photographe, sa nouvelle passion, en 2016, avec Dans ma nature", qui présente ses photos coup de cœur des dernières années. En 2024, elle publie Photosensible qui met en vedette les photographies qu’elle a prises lors d’une séance photo avec Diane Dufresne. Le livre aborde des thèmes de la faune et flore.
En juin 2022, quelques jours après avoir souligné ses 20 ans au TVA 22 h, elle est nommée cheffe d'antenne au TVA 17 h, pour succéder à Pierre Bruneau qui a tenu l'antenne pendant 46 ans. En février 2025, Sophie annonce sa retraite pour la mi-juin.

## Photographe: une passion à temps partiel!
Elle propose, dès 2015, une première exposition de ses photos, au profit de la SCSP Québec. Suivront les expositions suivantes : 
- 2016 : Hocus Focus, à la Galerie Iris. Expo en duo avec l'artiste-peintre Dominic Besner[14]
- 2016 : Œil pour œil, avec Diane Dufresne, au Centre d'art Diane Dufresne[15], suite photographique de l'expo DDXL
- 2017 : Retour aux origines, à la Galerie Québec Art, sur son safari en Tanzanie
- 2017 : Lumières et textures, au Musée populaire de la photographie de Drummondville
- 2018 : Lux, à la Galerie Québec Art
- 2018 : AMORPHE, dans le cadre de Créer, l’été des rencontres improbables, au Centre d’art Diane-Dufresne, expo de groupe
- 2018 : Aqua, à l'Entrepôt de Lachine[16]
- 2019 : Dans ma nature, au Marais de la Rivière aux cerises[17]

Sophie Thibault offre aussi régulièrement aux clubs d’ornithologie, clubs photo, bibliothèques, résidences pour aînés, événements annuels, des conférences sur son travail en photographie, sur différents thèmes. On a pu la voir et l'entendre à Drummondville, Victoriaville, Magog, Châteauguay, Gatineau, Ste-Hyacinthe et Montréal.

## Distinctions
Prix MetroStar/Prix Artis
- 2003 : meilleur animateur/animatrice d'un bulletin de nouvelles
- 2004 : meilleur animateur/animatrice d'un bulletin de nouvelles
- 2004 : personnalité féminine de l'année
- 2005 : meilleur animateur/animatrice d'un bulletin de nouvelles
- 2006 : meilleur animateur/animatrice d'un bulletin de nouvelles
- 2007 : meilleur animateur/animatrice d'un bulletin de nouvelles
- 2008 : meilleur animateur/animatrice d'un bulletin de nouvelles
- 2009 : meilleur animateur/animatrice d'un bulletin de nouvelles
- 2010 : meilleur animateur/animatrice d'un bulletin de nouvelles

## Honneurs
- 2003 : prix femmes d'honneur (soirée des perles rares par la Chambre de commerce du Montréal métropolitain)
- 2005 : prix Femme de l’année dans la catégorie communication (gala YMCA)
- 2006 : chevalier de l'ordre de la Pléiade[18]
- 2006 : Ordre du mérite de la radiodiffusion (Association canadienne des radiodiffuseurs)
- 2007 : Honorée lors du Gala Femmes de la télévision et des nouveaux médias
- 2008 : Prix Opal Ambassadeur, pour son implication au sein de la Société canadienne de sclérose en plaques[19]
- 2020: Prix Gémeaux Hommage aux chefs d'antenne pour leur travail en temps de pandémie
- 2021: Chevalière de l'Ordre National du Québec[20]

## Philanthropie
En 2010, pendant 5 ans, elle organise la tournée de l'espoir à moto afin d’amasser des fonds pour la société canadienne de la sclérose en plaques en hommage à sa mère défunte. L'événement, à lui seul, a permis d'amasser un demi-million de dollars. À titre de photographe, ayant une affection particulière pour la faune, la flore ainsi que toute l'abondance de cette beauté naturelle qui nous entoure, elle offre son appui à différentes causes liées à la préservation des espèces et de la biodiversité (QuébecOiseaux, Refuge Marguerite-d'Youville, Marais de la rivière-aux-cerises, Refuge Nymous, UQROP, etc.).

## Famille
Sophie Thibault est la fille de Marc Thibault (1922–2006), réalisateur et directeur de l'information à Radio-Canada de 1968 à 1981 et de Monique Larouche-Thibault (1928–2008), auteure et journaliste, décédée de la sclérose en plaques. Elle a également un frère, Luc, occupant un poste de direction au niveau fédéral.